# Siliguri
Siliguri là một thành phố và là nơi đặt hội đồng thành phố (municipal corporation) của quận Darjiling and Jalpaiguri thuộc bang Tây Bengal, Ấn Độ.

## Nhân khẩu
Theo điều tra dân số năm 2001 của Ấn Độ, Siliguri có dân số 470.275 người. Phái nam chiếm 53% tổng số dân và phái nữ chiếm 47%. Siliguri có tỷ lệ 70% biết đọc biết viết, cao hơn tỷ lệ trung bình toàn quốc là 59,5%: tỷ lệ cho phái nam là 75%, và tỷ lệ cho phái nữ là 65%. Tại Siliguri, 12% dân số nhỏ hơn 6 tuổi.